# Arkadi Arkanov
Arkadi Mikhaïlovitch Arkanov (en russe : Аркадий Михайлович Арканов) de son vrai nom Arkadi Steinbock, né le 7 juin 1933 à Kiev, en Union soviétique et mort le 22 mars 2015, est un écrivain, dramaturge  et acteur soviétique puis russe de langue russe. Membre de l'Union des écrivains soviétiques depuis 1968 et du PEN club russe.

## Biographie
Le père d'Arkadi Arkanov, Mikhail Steinbock (1904-1970, originaire de Bila Tserkva), est arrêté un an après la naissance de son fils. Arkadi vit alors avec sa mère, Olga Semionovna Brandman (1912-1999, originaire de Jitomir) à Viazma, où son père purge la peine, puis à Moscou, quand son père est libéré. Lors de la Seconde Guerre mondiale la famille est évacuée à Krasnoïarsk où Arkadi commence son parcours scolaire. Ils rentrent à Moscou en 1943.
Il sort diplômé du Première Université de médecine Ivan Setchenov de Moscou en 1957.
Arkadi Arkanov commence à écrire lorsqu'il est encore étudiant. En 1966, paraît le recueil d'histoires humoristiques Quatre sous une même couverture, qui comprend les œuvres de Arkanov, Grigori Gorine, Edouard Ouspenski et Felix Kandel (en). Ses œuvres sont publiées dans le magazine Jeunesse, Literatournaïa gazeta, etc. En 1973, sa pièce Petites comédies d'un grand immeuble coécrite avec Grigori Gorine est mise en scène au théâtre de la Satire par Valentin Ploutchek.
Il présente des programmes de télévision Autour du rire, Perroquet blanc et autres. Il fait partie du jury de KVN en 1987. Président du jury du festival annuel ouvert d'humour et de variété Moscou-transit-Moscou, organisé depuis 2004. Membre du conseil d'Organisations juives en Russie.
Les dernières années de sa vie il souffre d'un cancer. Le 14 mars 2015, il anime la soirée consacrée au 75e anniversaire de son ami Grigori Gorine à la Maison centrale des écrivains (Moscou). Après, il est transporté à l'hôpital dans un état grave. Mort le 22 mars 2015 à 7 h à l'hôpital clinique central, il est enterré le 25 mars au cimetière de la Présentation.
Son livre Le Vrai Mensonge, est traduit en français par les éditions Paul Vermont en 1979. Les 19 nouvelles et récits contenues dans cet ouvrage font appartenir Arkanov à la nouvelle génération des écrivains soviétiques.

## Récompenses
- Ordre de l'Honneur : 2008
- Artiste du peuple de la fédération de Russie : 2015